# Гамбија на Светском првенству у атлетици на отвореном 2023.
Гамбија је учествовала на 19. Светском првенству у атлетици на отвореном 2023. одржаном у Будимпешти од 19. до 27. августа деветнаести пут, односно, учествовала је на свим првенствима одржаним до данас. Репрезентацију Гамбије представљала су 2 такмичара (1 мушкарац и 1 жена) који су се такмичили у 3 дисциплине (1 мушка и 2 женске). ,.
На овом првенству такмичари Гамбије нису освојили ниједну медаљу.

## Учесници
| Мушкарци: - Ебрахима Камара — 100 м | Жене: - Ђина Бас — 100 м, 200 м |  |

## Резултати

### Мушкарци
| Атлетичар       | Дисциплина | Лични рекорд | Предтакмичење | Предтакмичење | Квалификације | Квалификације | Полуфинале           | Полуфинале           | Финале               | Финале       | Детаљи |
| Атлетичар       | Дисциплина | Лични рекорд | Резултат      | Место         | Резултат      | Место         | Резултат             | Место                | Резултат             | Место        | Детаљи |
| --------------- | ---------- | ------------ | ------------- | ------------- | ------------- | ------------- | -------------------- | -------------------- | -------------------- | ------------ | ------ |
| Ебрахима Камара | 100 м      | 10,15        | 10,32 КВ      | 1. у гр. 4    | 10,20(.192)   | 6. у гр. 3    | Није се квалификовао | Није се квалификовао | Није се квалификовао | 28 / 71 (75) |        |

### Жене
| Атлетичарка | Дисциплина | Лични рекорд | Квалификације | Квалификације | Полуфинале  | Полуфинале | Финале                | Финале       | Детаљи |
| Атлетичарка | Дисциплина | Лични рекорд | Резултат      | Место         | Резултат    | Место      | Резултат              | Место        | Детаљи |
| ----------- | ---------- | ------------ | ------------- | ------------- | ----------- | ---------- | --------------------- | ------------ | ------ |
| Ђина Бас    | 100 м      | 11,05        | 11,10 КВ      | 3. у гр. 1    | 11,19(.186) | 6. у гр. 3 | Није се квалификовала | 18 / 54 (56) |        |
| Ђина Бас    | 200 м      | 22,58 НР     | 23,02 кв      | 4. у гр. 4    | 23,10       | 8. у гр. 3 | Није се квалификовала | 21 / 44 (45) |        |